# Trochosmilia
Genre
Trochosmilia est un genre éteint de coraux durs de la famille des Caryophylliidae.

## Liste d'espèces
Le genre Trochosmilia comprend, selon World Register of Marine Species (30 juin 2015), l'espèce suivante :
- † Trochosmilia cornicula Michelin, 1846